# Stazione di Shinrinkōen (Saitama)
La stazione di Shinrinkōen (森林公園駅?, Shinrinkōen-eki) è la principale stazione ferroviaria della cittadina di Namekawa della prefettura di Saitama in Giappone, ed è servita dalla linea Tōbu Tōjō delle Ferrovie Tōbu.

## Linee
Ferrovie Tōbu
● Linea Tōbu Tōjō

## Struttura
La stazione è dotata di due marciapiedi a isola con quattro binari totali.
| 1-2 | ● Linea Tōbu Tōjō | per Ogawamachi e Yorii |
| 3-4 | ● Linea Tōbu Tōjō | per Kawagoe, Wakōshi e Ikebukuro via Linea Yurakucho per Shin-Kiba via Linea Fukutoshin per Shibuya, via linea Tōkyū Tōyoko per Yokohama e, via linea Minatomirai per Motomachi-Chūkagai |

## Stazioni adiacenti
| «                 | Servizio           | »               |
| Linea Tōbu Tōjō   | Linea Tōbu Tōjō    | Linea Tōbu Tōjō |
| ----------------- | ------------------ | --------------- |
| Higashi-Matsuyama | Locale             | Tsukinowa       |
| Higashi-Matsuyama | Semiespresso       | Tsukinowa       |
| Higashi-Matsuyama | Espresso pendolari | Tsukinowa       |
| Higashi-Matsuyama | Espresso           | Tsukinowa       |
| Higashi-Matsuyama | Rapido             | Tsukinowa       |
| Higashi-Matsuyama | Espresso rapido    | Tsukinowa       |
| Higashi-Matsuyama | TJ Liner           | Tsukinowa       |